# 任克雷
任克雷（1950年5月—），高級政工師，中國共產黨員，現任深圳華僑城集團公司總裁、黨委書記。華僑城控股股份有限公司董事長。香港中旅集團常務董事副總經理。康佳電子(集團)股份有限公司董事局主席。中國國資青年總裁委員會副理事長。

## 生平
前廣東省委書記任仲夷之第三兒子，毕业于北京大學經濟系，1977年至1987年曾任遼寧省計委、國家進出口委、國家經貿委，歷任副處長、政研室副主任，國家經委青年經濟研究小組組長，國務院決策諮詢小組成員。

## 論文
- 1987年《深化企業改革的探討》論文，獲中央機關青年優秀論文獎、中國企業改革優秀論文「金三角獎」
- 1987年《關於瑞士的經濟考察報告》
- 1986年《關於保、德、捷三國經濟體制改革的考察報告》
- 1997年《華僑城企業改革初探》、《華僑城發展「四跨」企業集團的探索和實踐》等論文

## 榮譽
- 1995年被評為深圳市優秀黨員
- 1996年被評為廣東省優秀思想政治工作者
- 1998年被授予廣東省「五一」個人勞動獎章
- 國務院評為「全國勞動模範」
- 「意大利團結之星」騎士勳章